# Pereboomsgat

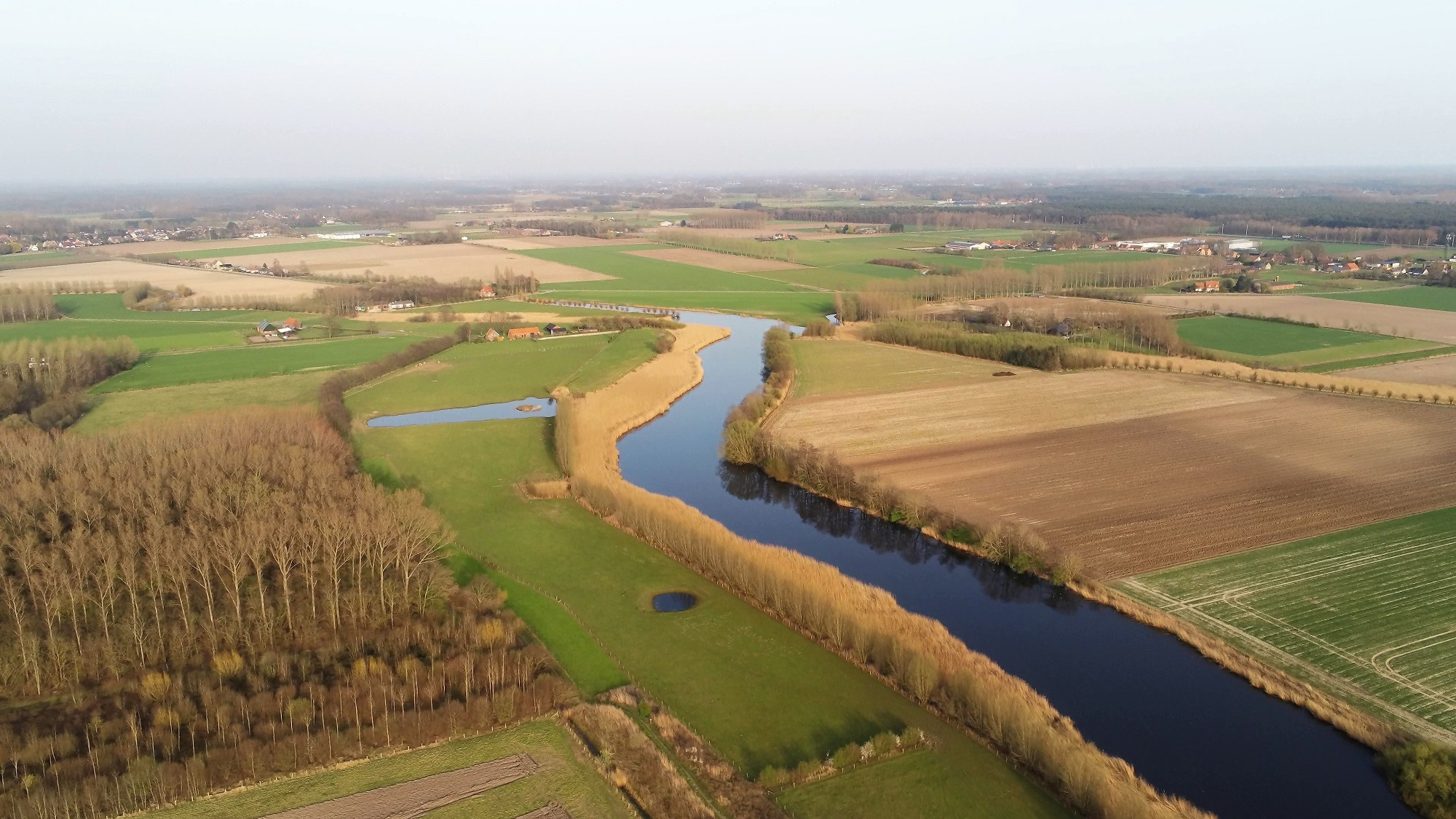
Pereboomsgat gezien vanuit het westen, maart 2021

Het Pereboomsgat is een kreekrestant dat zich bevindt aan de rand van de Nieuwe Karnemelkpolder, op de Belgisch-Nederlandse grens, nabij Koewacht en Moerbeke.
De kreek is een overblijfsel van het Moerspui, een zeearm die in verbinding stond met het Axelse Gat en in 1767 werd afgedamd, waarbij de Moerspuipolder ontstond.
In 1942 zou in de kreek een Engels vliegtuig van het type Wellington zijn neergekomen
Het Nederlandse deel werd in 2010 ingericht als particulier natuurgebied, waarbij 9 ha landbouwgrond eveneens een natuurbestemming kreeg. De kreekarmen werden hersteld en met de vrijkomende grond werd een dijklichaam, dat eind 20e eeuw was afgegraven, weer opgeworpen. Er werden drinkpoelen en struweel aangelegd, terwijl de oevers werden omgevormd tot bloemrijk grasland.
Ook loopt er nu een wandelpad, dat het Pereboomsgat verbindt met het nabijgelegen bos.
Het Belgische deel wordt gekenmerkt door een eiland, dat zich tussen twee kreekarmen in bevindt.